# Blokkmonsta
Blokkmonsta (* 2. August 1983 in Berlin; bürgerlich Björn Torsten Dörpholz, auch bekannt unter den Namen Dr. Faustus und Crack B.) ist ein Rapper, Produzent sowie Inhaber des Berliner Independent-Labels Hirntot Records. Über die Hip-Hop-Szene hinaus wurden Blokkmonsta und sein Musiklabel vor allem wegen eines Gerichtsverfahrens bekannt, in dessen Verlauf er u. a. als erster Künstler außerhalb der Rechtsrock-Szene wegen Volksverhetzung verurteilt wurde.

## Entwicklung
Blokkmonsta, der deutscher und russischer Abstammung ist, begann 1998 Musik zu produzieren. 2003 war er ein Mitglied des Berliner Rap-Labels TWB (TrueWestBlock), bei dem er ein Album unter seinem alten Pseudonym Crack B aufnahm, das erst 2018 offiziell veröffentlicht wurde. Allerdings wurden dessen Aufnahmen oder mindestens Teile davon (unter dem Titel „Untergrund & unveröffentlicht“) im Internet als MP3-Dateien publik. Laut Blokkmonsta erfolgte der Upload der Dateien durch den TWB-Rapper und HipHop-Produzenten Kism(et), was Blokkmonsta jedoch kurze Zeit später stoppte. Dennoch kam das ganze 2018 unter dem Namen „Stunde Null“ als komplettes Album von Crack B (aka. Blokkmonsta) heraus. Wegen persönlicher Differenzen verließ Blokkmonsta zuvor das Label. In dieser Zeit begann er, mit Godsilla professionell Tracks aufzunehmen. Durch Godsilla entstand auch der Kontakt zu Kaisa.
Ende 2005 gründete er mit dem Rapper Uzi (Thomasz Michaelis) das Label Hirntot Records. Kennengelernt haben die beiden sich über die Berliner Rapper Frauenarzt und Manny Marc, mit denen Blokkmonsta auch heute noch zusammenarbeitet. Inzwischen sind über Hirntot Records über 100 CDs erschienen. Mit seinem fünften Solo-Album „Roboblokk“ (das nur im Großhandel veröffentlicht wurde) konnte Blokkmonsta auf Platz 34 der Media-Control-Charts einsteigen.
Sein Album Blokkhaus (2014) ist auf Platz 10 der Charts gelandet.

## Stil
Blokkmonstas Markenzeichen sind seine beim Rappen stark verstellte Stimme, die an das Growling im Death Metal erinnert, sowie seine brutalen, oftmals von Splatterfilmen inspirierten Texte. Oft stellt er in seinem Rap direkte Bezüge zu Horrorfilmen wie Saw, Hostel o. ä. her. Seine Musik zeichnet ein starker Einfluss von US-amerikanischem Down-South-Rap aus.
Blokkmonsta gab seiner Musik den Namen Psychokore und ordnete es als Unterkategorie des aus den USA stammenden Horrorcore ein. Während letzterer vornehmlich mystisch-okkulte Inhalte hat, soll sich Psychokore auf reale Gewalt, die Menschen einander antun, beziehen, wobei Blokkmonsta stets betont, dass seine Texte ausschließlich fiktiv seien.
Über die Jahre veränderte sich Blokkmonstas Stilrichtung deutlich, seine textlichen Inhalte und Musik sowie sein Stimmeinsatz haben sich ab dem Album Mit der Maske (2010) verändert und von seinem typischen Psychokore-Stil abgehoben. Diese Stiländerung wurde für alle nachfolgenden Werke übernommen und löste bei einigen seiner alten Hörer negative Reaktionen aus.
Blokkmonstas moderne Stilrichtung orientiert sich musikalisch größtenteils an moderner Down-South- und Trap-Musik, die mit Texten untermalt werden, die eher dem Gangsta-Rap oder Straßen-Rap zuzuordnen sind. Seine typische Growling-ähnliche Stimme wurde durch einen brüllenden Stimmeinsatz ausgetauscht, in einigen Werken wurde ein komplett anderer Stimmeinsatz gewählt, der sich stark von seinem früheren Growling und dem späteren brüllenden Stimmeinsatz unterscheidet.

## Dr. Faustus
Blokkmonsta benutzt seit 2005 in vielen Veröffentlichungen das Pseudonym Dr. Faustus. Unter diesem Namen rappt er mit seiner unverstellten Stimme. Lange Zeit war nicht bekannt, wer hinter dem Namen Dr. Faustus steckt. Auf Covern und in Musikvideos ist nicht Blokkmonsta zu sehen, sondern ein anderer Mann mit dem Vornamen Dennis. Die fiktive Biografie erzählt davon, dass Dr. Faustus als Zwanzigjähriger sechs Jahre wegen eines Raubmordes im Gefängnis verbracht hat. Er verkörpert in seinen Songs und Parts meistens einen wahnsinnigen Chirurgen, der seine Patienten foltert oder ermordet – oft in Verbindung mit der ehemaligen Hirntot-Rapperin Dr. Jekyll, mit der er auch gemeinsam zwei Alben veröffentlicht hat. In vielen Songs haben sowohl Blokkmonsta als auch Dr. Faustus einen Part.

## Strafverfahren
Am 5. Juli 2007 wurden teils unter Mitwirken von SEK-Teams die Wohnungen von Blokkmonsta sowie die seiner Labelkollegen Uzi in Berlin und Schwartz in Düsseldorf durchsucht. Anlass für die Razzia waren der Titel Fick die BPjM (der als kostenlose MP3-Datei Ende 2005 zunächst auf Blokkmonstas Website und Anfang 2006 auf der Hirntot-Records-Website veröffentlicht wurde), in dem die Bundestagsabgeordnete Monika Griefahn beleidigt und bedroht wurde, die EP 1. Mai Steinschlag, auf der detailliert die Tötung von Polizisten beschrieben wird, sowie das Lied Meine AK. Neben Ton- und Datenträgern beschlagnahmte die Polizei mehrere demilitarisierte Waffen, darunter eine MAC-11, eine AK-47 und 200 Gewehrpatronen.
Der Fall erfuhr großes öffentliches Interesse. Der zuständige Staatsanwalt bezeichnete in der Sendung Kulturzeit das Label als „gefährlich“ und sprach von einer neuen Qualität, was die Geschmacklosigkeit und Gewalttätigkeit der Texte angehe, die es „in dieser Qualität […] bislang noch nicht im deutschsprachigen Raum“ gegeben habe. Wegen der Berichterstattung in diversen Medien veröffentlichten Hirntot Records eine Stellungnahme, in der sie den Vorwurf, wegen ihrer Texte „für die rechte Szene interessant“ zu sein, von sich wiesen und „keine wohlwollende“, aber eine faire Berichterstattung forderten.
Zwischenzeitlich erging ein Beschlagnahmebeschluss für den Titel Fick die BPjM, die EP 1. Mai Steinschlag, das Lied Meine AK und das Promo-Video zu Schlachthof, das von den Medien als das „Meine AK-47-Video“ bezeichnet wurde.
In der Anklageschrift wirft die Staatsanwaltschaft den Beschuldigten Schwartz, Blokkmonsta und Uzi Verstoß gegen § 111 (Öffentliche Aufforderung zu Straftaten), § 126 (Störung des öffentlichen Friedens durch Androhung von Straftaten), § 131 (Gewaltdarstellung), § 185 (Beleidigung), § 241 (Bedrohung) und § 130 StGB (Volksverhetzung) vor. Bemerkenswert war für den Ankläger die Fülle der Straftatbestände, gegen die verstoßen wurde. Die Anklage wegen Verstoßes gegen das Kriegswaffenkontrollgesetz wurde fallengelassen.
Am 18. April 2008 wurden die beiden Alben In drei Teufels Namen und In drei Teufels Namen 2 vom Amtsgericht Tiergarten beschlagnahmt.
Bei einer erneuten Hausdurchsuchung am 9. Juni 2008 um 6:00 Uhr früh bei Blokkmonsta und Uzi durch Einsatzkräfte des SEK wurden die Alben In 3 Teufels Namen, In 3 Teufels Namen 2 (CD1 und 2) sowie Hirntot Records – Greatest Hits eingezogen.
Einen Tag nach der zweiten Razzia mussten sich Blokkmonsta, Uzi und Schwartz vor Gericht verantworten. Die Angeklagten waren geständig und bedauerten ihre Taten, insbesondere die Beleidigungen und Bedrohungen Griefahns. Das Gericht sprach sie wegen Gewaltdarstellung, Volksverhetzung, Beleidigung und der öffentlichen Aufforderung zu Straftaten schuldig. Der 24-jährige Tomasz Michaelis alias Uzi erhielt eine sechsmonatige Bewährungsstrafe nach Jugendstrafrecht und muss zudem an einem Antigewaltseminar teilnehmen und 40 gemeinnützige Arbeitsstunden leisten. Blokkmonsta wurde zu zehn Monaten Haft mit einer Bewährungszeit von zwei Jahren verurteilt, als Produzent des Labels muss er 2000 Euro Geldbuße zahlen. Wegen der am 9. Juni beschlagnahmten CDs muss er mit einem weiteren Ermittlungsverfahren rechnen. Der 26-jährige Raphael B. alias Schwartz bekam eine Geldstrafe in Höhe von 1350 Euro. Er war nur an einem von insgesamt drei der inkriminierten Songs beteiligt gewesen. In dem Urteil hieß es, diese Art von Musik sei „Futter für Amokläufer, die in ihren Gewaltfantasien angestachelt werden“.
Im Jahr 2011 mussten sich Blokkmonsta, Schwartz sowie die Rapperin Dr. Jekyll erneut vor Gericht verantworten, wurden aber freigesprochen. Grund dafür war die Beschlagnahmung der CD Friss oder Stirb, was eine Anzeige zur Folge hatte. Man klagte Hirntot und besonders Blokkmonsta an, in dem Track Kloake „Obdachlose“ mit „Scheiße“ gleichzusetzen.
Im April 2011 wurde Blokkmonsta in Untersuchungshaft genommen. Blokkmonsta soll gemeinschaftlich mit den Rappern Scheusal und Kunstfehler den Rapper Sebar in einen Keller gelockt und diesen dort geschlagen und beraubt haben. Das Verfahren begann am 13. September 2011, am 23. November wurden Blokkmonsta sowie Scheusal und Kunstfehler aus der Untersuchungshaft entlassen.

## Veröffentlichungen

### Als Blokkmonsta

#### Alben und EPs
- 2005 – Hirntot (Mit Uzi) – Hirntot Records (HT000)
- 2005 – Süsses, sonst Stich (mit Uzi & PerVerz) – Hirntot Records (HT001)
- 2005 – In drei Teufels Namen (mit Uzi & SDBY) – Hirntot Records (HT002)
- 2005 – Lass die Waffen sprechen (mit Uzi) – Hirntot Records (HT006)
- 2006 – 1. Mai EP: Steinschlag (mit Uzi) – Hirntot Records (HT008)
- 2006 – Schlachthof (mit Uzi) – Hirntot Records (HT011)
- 2006 – Mord-Instrumentals – Hirntot Records (HT014)
- 2006 – Flüsse aus Blut (mit Schwartz) – Hirntot Records (HT015)
- 2006 – Süsses, sonst Stich 2 (mit diversen Künstlern) – Hirntot Records (HT016)
- 2006 – Hirntot: Nachgeladen (mit Uzi) – Hirntot Records (HT017)
- 2007 – Beats aus der Gruft – Kapitel 1: Grabgeflüster (mit SDBY) – Hirntot Records (HT023)
- 2007 – Blutsport (mit Manny Marc) – Ghetto Musik (GTO 004)
- 2007 – In 3 Teufels Namen 2 (mit Uzi & SDBY) – Hirntot Records (HT025_1)
- 2007 – Böses Blut – Hirntot Records (HT029)
- 2008 – 2050 (mit Schwartz) – Hirntot Records (HT032)
- 2008 – Desperados (mit Schwartz) – Hirntot Records (HT033)
- 2009 – 1-Mann-Armee – Hirntot Records (HT038)
- 2009 – 1-Mann-Armee (Premium Edition) – Hirntot Records (HT039)
- 2009 – Im Fadenkreuz – Die wahre Geschichte der Hassrapper (mit Uzi & Schwartz) – Hirntot Records (HT042)
- 2009 – Friss oder stirb (mit Schwartz) – Hirntot Records (HT046)
- 2009 – Krieg & Frieden (mit Uzi) – Hirntot Records (HT047)
- 2009 – Krieg & Frieden (limitierte Remix Edition) (mit Uzi) – Hirntot Records (HT051)
- 2009 – Untergrund (mit Frauenarzt) – Hirntot Records (HT058)
- 2010 – Wir bringen das Drama (mit Rako) – Hirntot Records (HT059)
- 2010 – Mit der Maske – Hirntot Records (HT053)
- 2010 – Scheiß auf Hip oder Hop (mit DJ Korx) – Hirntot Records (HT065)
- 2011 – Todesschwadron (mit Schwartz) – Hirntot Records (HT072)
- 2012 – Doom Rap – Hirntot Records (HT075)
- 2012 – Zu Hart für den Markt (mit Smoky) – Hirntot Records (HT028)
- 2012 – Fehler im System (mit Uzi) – Hirntot Records (HT049)
- 2012 – Roboblokk – Hirntot Records (HT080)
- 2013 – 1-Mann-Armee (Untouchable Edition) – Hirntot Records (HT077)
- 2013 – Wir bringen das Drama 2 (mit Rako) – Hirntot Records (HT078)
- 2013 – 2060: Zeugen der Apokalypse (mit Schwartz) – Hirntot Records (HT079)
- 2013 – Predator – Hirntot Records (HT083)
- 2014 – Blokkhaus – Hirntot Records (HT090)
- 2014 – Blokkhaus (Mammut Edition) – Hirntot Records (HT090)
- 2016 – Blokkmonsta – Hirntot Records (HT101)
- 2017 – Flüsse aus Blut 2 (mit Schwartz) – Hirntot Records (HT104)
- 2017 – Flüsse aus Blut 2 (Bundle) (mit Schwartz) – Hirntot Records (HT104FB)
- 2017 – Anthologie – Hirntot Records (HT105)
- 2018 – Stunde Null (Als Crack B.) – Hirntot Records (HT029)
- 2018 – Best of American Features – Hirntot Records (HT107)
- 2018 – Hirntot Originals (mit Perverz) – Hirntot Records (HT108)
- 2018 – Ein Dadash kommt Selten allein (mit KDM Shey) – Hirntot Records (HT109)
- 2019 – Knastmacken – Hirntot Records (HT110)
- 2019 – Zu Hart für den Staat (mit Smoky) – Hirntot Records (HT112)
- 2020 – Irreversibel (mit Uzi) – Hirntot Records (HT114)
- 2022 – Dämon: Reborn
- 2022 – Kult (mit Perverz & Uzi)
- 2023 – Cyberkore
- 2025 - 2K5
- 2025 - Extra Zündstoff (Data DVD) / 1983 (Bonus EP)

#### Sonstige
- 2006: Simon sagt (Original Version) auf Stacheldrahtmörda von Kaisaschnitt
- 2007: Schwarzer Markt mit AbuSex & GPC auf Das Omen von Kaisaschnitt & MC Basstard
- 2008: Stadt der Enttäuschung auf Dorn im Auge von Kaisaschnitt & Dr. Jekyll
- 2009: Heiß auf Tape Vol. 1 mit Kaisaschnitt & Dr. Jekyll
- 2009: 120 Tage von Berlin auf La Petite Mort 2: Hardcore Seelenficker Edition von King Orgasmus One
- 2010: Stirb langsam auf La Petite Mort 2: Moderne Sklaverei mit King Orgasmus One & Silla
- 2012: Prometheus (Juice Exclusive! auf Juice-CD #113)
- 2012: Da Summer (Three 6 Mafia Tribute) (mit Frauenarzt, Schlafwandler, Skinny Al, O.G.P, Smoky, Rako, Sicc, Jayson, Schwartz, Sez 1, Medizin Mann und Schatten) (Juice Exclusive! auf Juice-CD #113)
- 2013: Ein Atze kommt selten allein (mit Frauenarzt, Manny Marc, Fler, Smoky, Vapeilas, Major McFly, Kid Millennium, MC Bogy, Medizin Mann, MC Basstard, King Orgasmus One, Prinz Pi, Serk, She-Raw und DJ Reckless) (Juice Exclusive! auf Juice-CD #115)
- 2014 Wir sind schuld (Ruffiction feat. Schwartz & Blokkmonsta, Stück auf deren Album Ruffnecks)[15]
- 2015 Schüsse in die Luft (Ruffiction feat. Schwartz, Rako und Blokkmonsta)

### Als Dr. Faustus

#### Alben und EPs
- 2006 – Gesichter des Todes – Hirntot Records
- 2007 – Zwei Chirurgen drehen durch (mit Dr. Jekyll) – Hirntot Records
- 2008 – Dr. Faustus – Hirntot Records
- 2009 – Auf die harte Tour (mit SDBY) – Hirntot Records
- 2009 – Auf die harte Tour – Rotlicht Edition (mit SDBY) – Hirntot Records
- 2009 – 13 (mit Räuber Rob) – Hirntot Records
- 2019 – Zwei Chirurgen drehen durch 2 (mit Dr. Jekyll) – Hirntot Records
- 2021 – Psycho aktiv – Hirntot Records
- 2024 – Hirntot Slayer –  Hirntot Records

#### Singles
- 2005 – Kennt ihr … (mit Blokkmonsta, Freddy Krüger & Uzi) – Hirntot Records
- 2005 – Wir lieben Kinder (mit Blokkmonsta & Uzi) – Hirntot Records
- 2006 – Untergrund Geschäfte (mit Schlafwandler, Uzi & Dr. Jekyll) – Distributionz
- 2006 – Gesichter des Todes – Hirntot Records
- 2006 – 13. Freitag (mit Blokkmonsta & Uzi) – Hirntot Records
- 2006 – Dr. Jekyll (mit Dr. Jekyll) – Hirntot Records
- 2006 – Rapper Machen Stress (mit Onkel Size) – Hirntot Records
- 2006 – Leichenteppich (mit Onkel Size) – Hirntot Records
- 2006 – 2 Chirurgen drehen durch (mit Dr. Jekyll) – Hirntot Records
- 2007 – Hirntot Elite (mit Onkel Size) – Hirntot Records
- 2009 – Solange die Sonne scheint (mit Räuber Rob) – Hirntot Records
- 2021 – Brennender Hass – Hirntot Records